# Piperin
Piperin là alkalonid  và là thành phần hóa học của hồ tiêu.  Tổng hàm lượng piperin theo khối lượng trong hạt tiêu khô trung bình khoảng 4%.  Người ta không tìm thấy piperin trong lá và cành của cây Hồ tiêu.

## Hoạt tính sinh học
Piperin được Hans Christian Ørsted phát hiện đầu tiên vào năm 1819.
Piperin ức chế được các enzyme tham gia vào chuyển hóa sinh học của nhiều thuốc. Ví dụ: tham gia vào phản ứng giáng hóa thuốc hay còn gọi là phản ứng pha I (như phản ứng oxy hóa thuốc qua sự xúc tác của cytochrom P450).
Tháng 2 năm 2008, các nhà nghiên cứu phát hiện rằng piperin có thể kích thích tạo màu da khi kết hợp với tia tử ngoại (UVB).
Ngoài ra, piperin trong hạt tiêu còn tham gia vào phản ứng pha II (còn gọi là phản ứng liên hợp) kết quả của tác động của piperin trên hai pha này là làm tăng tích lũy của các thuốc, giúp đào thải chậm, làm tăng hiệu lực, có khi tăng độc tính.
Tương tác giữa piperin trong hạt tiêu với các thuốc khác
Tương tác piperin với các thuốc chống lao isoniazid, pyrazinamid và rifampicin:
- Hàm lượng isoniazid được hấp thụ tăng gấp 5 lần hơn so với khi dùng isoniazid đơn độc. Sự hấp thu của izoniazid phối hợp với piperine cũng nhanh và hoàn toàn hơn.[cần dẫn nguồn]
- Hàm lượng pyrazinamid trong máu tăng 1,5 lần và nhanh gấp 2 lần so với khi dùng pyrazinamid đơn độc. Sự đào thải pyrazinamid chậm hơn rõ rệt khi dùng cùng piperrine.[cần dẫn nguồn]
- Piperin làm giảm đào thải rifampicin có ý nghĩa.

Khi phối hợp piperin với thuốc chống cao huyết áp propranolol trên người tình nguyện thấy hàm lượng của propranolol trong máu tăng gấp 2 lần.
Phối hợp piperin với thuốc chống hen theophylline, thấy nồng độ đỉnh của thyophylline cao gấp 1,5 lần so với khi dùng đơn độc. Tốc độ đào thải cũng giảm đáng kể.
Piperin làm tăng hiệu lực của TP và TPCN
- Với beta-carotene: piperin phối hợp làm tăng hàm lượng beta-carotene trong huyết thanh sau 14 ngày dùng phối hợp.
- Piperine làm tăng hàm lượng selen và vitamin C, vitamin B6 sau 2 và 6 tuần phối hợp.